# 454 (số)
454 (bốn trăm năm mươi tư) là một số tự nhiên ngay sau 453 và ngay trước 455.